# Michael Hecht (Historiker)
Michael Hecht (* 1977 in Halle (Saale)) ist ein deutscher Historiker. Hecht war von 2015 bis 2020 Juniorprofessor am Historischen Seminar der Westfälischen Wilhelms-Universität Münster und ist seit 2020 Leiter des Instituts für Landesgeschichte am Landesamt für Denkmalpflege und Archäologie Sachsen-Anhalt in Halle.

## Leben
Der Sohn des Physikers und späteren Politikers Gerhard Hecht studierte ab 1995 Geschichte, Historische Hilfswissenschaften und Politikwissenschaft an der Martin-Luther-Universität Halle-Wittenberg, der Universität Leipzig und an der Sorbonne in Paris. Das Studium konnte er 2002 mit dem Magister artium an der Halleschen Universität beenden. Für seine Magisterarbeit über die Teuerungsproteste und deren Bedingungen in Frankreich und Preußen wurde er mit dem Anton-Wilhelm-Amo-Preis der Universität Halle ausgezeichnet. Das Werk erschien 2004 mit dem Titel Nahrungsmangel und Protest. Teuerungsunruhen in Frankreich und Preußen in den Jahren 1846/47 als Band 11 der Reihe Studien zur Landesgeschichte im Mitteldeutschen Verlag. Von 2002 bis 2014 war er wissenschaftlicher Mitarbeiter am Institut für Geschichte der Martin-Luther-Universität Halle-Wittenberg Bereich Landesgeschichte und am Historischen Seminar der Westfälischen Wilhelms-Universität Münster.
Im Dezember 2008 wurde Hecht an der Universität Münster mit einer Dissertation über Patriziatsbildung in den Salzstädten Lüneburg, Halle und Werl promoviert. Die Arbeit wurde mit dem Titel Patriziatsbildung als kommunikativer Prozess. Die Salzstädte Lüneburg, Halle und Werl in Spätmittelalter und Früher Neuzeit als 79. Band der Reihe Städteforschung. Veröffentlichungen des Instituts für Vergleichende Städtegeschichte in Münster Reihe A. Darstellungen im Böhlau-Verlag veröffentlicht. Für die Dissertationsschrift wurde er mit dem Preis für Niedersächsische Landesgeschichte der Historischen Kommission für Niedersachsen und Bremen ausgezeichnet. Sein Doktorvater war der Historiker und Professor an der Münsteraner Universität Werner Freitag. Nach einem kurzen Forschungsstipendium an der Herzog August Bibliothek Wolfenbüttel übernahm er von April 2015 bis September 2020 die Juniorprofessur für westfälische und vergleichende Landesgeschichte (13. bis 18. Jahrhundert) am Historischen Seminar der Universität Münster. Seit Oktober 2020 ist er erster Leiter des neu gegründeten Instituts für Landesgeschichte Sachsen-Anhalts am Landesamt für Denkmalpflege und Archäologie in Halle sowie Honorarprofessor an der Martin-Luther-Universität Halle-Wittenberg.
Michael Hecht ist Autor, Herausgeber und Rezensent zahlreicher Fachveröffentlichungen. Für die Neue Deutsche Biographie verfasste er den Beitrag über Rudolf IV. (Anhalt). Seine Forschungsschwerpunkte sind unter anderem die Dynastie der Askanier in der Frühen Neuzeit, vergleichende Städtegeschichte der Vormoderne, Hungerkrisen und Teuerungsproteste im 18. und 19. Jahrhundert sowie Ahnenproben als soziale Phänomene des Spätmittelalters und der Frühen Neuzeit. Hecht ist ordentliches Mitglied der Historischen Kommission für Sachsen-Anhalt, der Historischen Kommission für Westfalen, der Dessau-Wörlitz-Kommission sowie im Beirat des Gesamtvereins der Deutschen Geschichts- und Altertumsvereine.

## Veröffentlichungen (Auswahl)
- Die Fürsten von Anhalt. Herrschaftssymbolik, dynastische Vernunft und politische Konzepte in Spätmittelalter und früher Neuzeit. mit Werner Freitag, Mitteldeutscher Verlag, Halle 2003, ISBN 978-3-89812-199-6.
- Nahrungsmangel und Protest. Teuerungsunruhen in Frankreich und Preußen in den Jahren 1846/47. (Magisterarbeit), Mitteldeutscher Verlag, Halle 2004, ISBN 978-3-89812-221-4.
- Patriziatsbildung als kommunikativer Prozess. Die Salzstädte Lüneburg, Halle und Werl in Spätmittelalter und Früher Neuzeit. (Dissertationsschrift), Böhlau, Köln / Weimar / Wien 2010, ISBN 978-3-412-20507-2.
- Die Ahnenprobe in der Vormoderne. Selektion – Initiation – Repräsentation. mit Elizabeth Harding, Rhema, Münster 2011, ISBN 978-3-86887-006-0.